# Lars Mytting

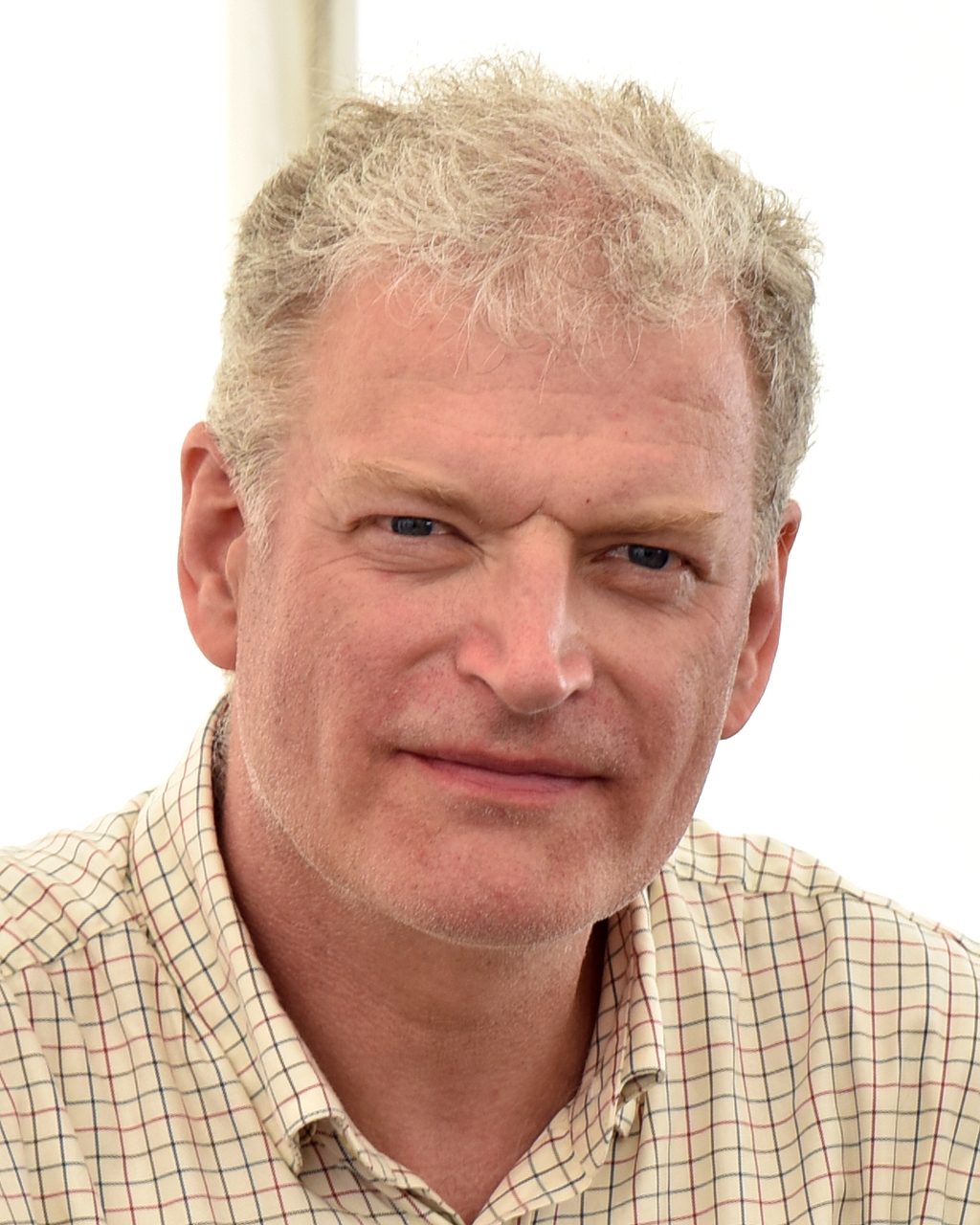
Lars Mytting (2024)

Lars Mytting est un écrivain norvégien, né le 1er mars 1968.

## Carrière
Né à Fåvang, Mytting fait ses débuts littéraires en 2006 avec le roman Hestekrefter, où l'accent est en partie mis sur les voitures. Son roman suivant, Vårofferet de 2010, est centré sur la vie de soldat et l'équipement militaire. Son livre de non-fiction Hel ved de 2011 est sa percée internationale. Il publie ensuite les romans historiques Søsterklokkene (2018) et Hekneveven (2020).
Il reçoit le Prix des libraires norvégiens en 2014 et le Prix Dobloug en 2022.